# Love.net
Love.net е български игрален филм от 2011 г. продуциран от компания Мирамар филм. Филмът е реализиран по идея на режисьора Илиян Джевелеков. Той е и съавтор на сценария заедно с Матей Константинов и Нели Димитрова. Художник е Георги Димитров. Филмът се радва на голям зрителски успех и се нарежда сред десетте най-гледани филми, разпространени в България, за последните 20 години. В LOVE.NET взимат участие някои от най-добрите и популярни български актьори, като Христо Шопов. Филмът е дебют в киното и на британския рок енд рол и блус вокалист Джон Лоутън. Филмът печели награди за най-добър режисьор, оператор, сценограф и монтажист на Българската филмова академия и награди за сценарий, за най-добра женска роля (Лилия Маравиля) и за дебют на Фестивала на българското кино „Златна роза“. Участвал е в редица международни фестивали, между които в Москва, Братислава, Бахамите, Калкута.
Love.net е многоцветен пъзел от различни истории, които започват в Интернет.

## Сюжет
Филмът проследява паралелно историите на галерия от персонажи, опитващи се да коригират живота си чрез Интернет или просто да се забавляват в мрежата, както и на няколко двойки, свързали живота си чрез сайтовете за запознанства. LOVЕ.NET разказва за любовта във всичките ѝ проявления – за неизбежната и необяснима любов, но и за повърхностната, бързо ликвидна любов.

## Актьорски състав
- Христо Шопов – Филип Богатев
- Захари Бахаров – Андрей Богатев
- Лилия Маравиля – Мила Богатева
- Койна Русева – Емилия
- Диана Добрева – Йоана
- Диляна Попова – Ники
- Джон Лоутън – Джон Джонсън
- Лора Чешмеджиева – Девора
- Йорданка Кузманова – Дора
- Владимир Пенев – Главния
- Тео Аврамов – Тони Богатев
- Свежен Младенов – Любовникът

## Реализация
Идеята за филма LOVE.NET е на Илиян Джевелеков и датира от 2004 г.
На 3 декември 2007 г. в сайта www.elmaz.com администраторът оповестява на своите потребители стартирането на подготовката за игрален филм LOVE.NET. Основното послание е: „Да направим заедно този филм...“ В продължение на два месеца всеки участник в сайта има възможността да изпрати кратко описание на най-интересната история, която е преживял чрез интернет. За периода 3 декември 2007 г. – 31 януари 2008 г. се получават 7346 истории. Получените разкази потвърждават, че историите, замислени от сценарния екип, се случват нерядко и в действителността.
Нели Димитрова, Матей Константинов, Илиян Джевелеков и Александра Фучанска работят по сценария от началото на 2008 г. до септември 2009 г.
Филмът е заснет за десет седмици на два периода. От 29 октомври до 22 декември 2009 г. са снимките в България. През март 2010 г. екипът снима „английската линия“ във филма за две седмици във Великобритания и София.
Монтажът на LOVE.NET продължава от април до септември 2010 г., а филмът е окончателно завършен в началото на 2011 г.
Премиерата на филма в България е на 1 април 2011 г.

## Кастинг
Кастингът за филма започва в Интернет. В сайтовете за запознанства стартира набирането на второстопенни герои и специфични епизодици.
Кастинг за основните роли е проведен сред професионалните актьори и артисти в по-широкия смисъл на думата. Христо Шопов и Захари Бахаров са избрани още преди сценарият да е окончателно завършен и авторите са имали предвид точно тях, когато са създавали героите им. Лилия Маравиля и Койна Русева влизат във филма след кастинг. Моделът Диляна Попова и музикантите Джон Лоутън и Мик Бокс участват за първи път във филм. Тъй като снимките на „английската линия“ във филма се случват 2 месеца след основните снимки, сценарият се променя до последния момент и постепенно героите заприличват все повече на актьорите: Джон Лоутън играе музикант, а героинята на Диана Добрева е театрален режисьор. Специално за филма са заснети кадри от авторския спектакъл „Казанова“ на Диана Добрева. Откритие за кастнинга е и 16-годишната дебютантка Лора Чешмеджиева.

## Фестивали и Награди
2010 – Московски Международен Филмов Фестивал
- Номиниран – Официална номинация извън състезателна програма

2011 – Фестивал на Българското игрално кино Златна роза
- Награда – Сценарий – Нели Димитрова, Матей Константинов, Илиян Джевелеков
- Награда – Главна женска роля – Лилия Маравиля
- Награда – Режисьорски дебют – Илиян Джевелеков

2011 – Братислава – Международен Филмов Фестивал
- Номинация – Състезателна програма

2011 – Калкута – Международен Филмов Фестивал
- Номинация – Международно кино

2011 – Бахамите – Международен Филмов Фестивал
- Номинация – Състезателна програма

2011 – Награди на Българската Филмова Академия
- Награда – Режисьор – Илиян Джевелеков
- Награда – Оператор – Емил Христов (b.a.c.)
- Награда – Филмова сценография – Георги Димитров
- Награда – Монтаж – Александра Фучанска
- Номинация – Най-добър игрален филм
- Номинация – Главна женска роля – Лилия Маравиля
- Номинация – Сценарий – Нели Димитрова, Матей Константинов, Илиян Джевелеков
- Номинация – Композитор – Петко Манчев
- Номинация – Художник костюми – Кристина Томова, Силвия Владимирова

2012 – Румъния – Международен Филмов Фестивал
- Номинация – Състезателна програма

2012 – Кипър – Международен Филмов Фестивал
- Номинация – Състезателна програма[6]